# Бросимум полезный
Бросимум полезный (лат. Brosimum utile), или молочное дерево, или коровье дерево — вид древесных растений из рода Бросимум семейства Тутовые. Естественный ареал вида — Центральная и Южная Америка, растение также культивируется в Азии.

## Описание, использование
Молочное дерево вырастает до 30 метров в высоту.
Корни крупные, досковидные. Листья цельные, большие, кожистые. Цветки однополые, собраны в головчатые соцветия.
Молочное дерево, как и многие другие представители тутовых, выделяет млечный сок, но, в отличие от млечных соков других растений, он не ядовит, а вполне съедобен и вкусен. Состоит большей частью из воды (57 %) и растительного воска (37 %), на долю сахаров и смол приходится 5—6 %. В отличие от настоящего молока млечный сок молочного дерева имеет более густую вязкую консистенцию и бальзамический аромат. Это «молоко» не портится в течение недели даже в условиях тропического климата, хорошо смешивается с водой в любых пропорциях, при этом не сворачиваясь. Оно широко употребляется местным населением в пищу как замена коровьему молоку. При кипячении на его поверхности выделяется воск, идущий на изготовление свечей и жевательной резинки.